# Педерсен, Хельга (датский политик)
Ингер Хельга Педерсен (дат. Inger Helga Pedersen; 24 июня 1911, Tårnborg Parish, Слагельсе — 27 января 1980, Корсёр, Слагельсе) — датский судья, политический и государственный деятель. Член партии «Венстре». Министр юстиции Дании (1950—1953), первая женщина на этом посту. Депутат фолькетинга (1953—1964). Судья Европейского суда по правам человека (ЕСПЧ) в Страсбурге (1971—1980), первая женщина на этом посту.

## Биография
Родилась 24 июня 1911 года. Родители: землевладелец Йенс Педер Николай Педерсен (Jens Peder Nicolaj Pedersen; 1877—1955) и домохозяйка Вильгельмина Мария, урождённая Кольдинг (Vilhelmine Sofie Kolding; 1884—1973).
Выросла на ферме близ города Корсёр.
В 1930 году окончила среднюю общеобразовательную школу в городе Слагельсе.
В 1936 году получила степень магистра права (cand. jur.) в Копенгагенском университете. В 1946—1947 годах проходила обучение в Колумбийском университете в городе Нью-Йорк в США.
В 1936 году работала секретарём в Министерстве финансов, в 1936—1939 годах — в Министерстве юстиции, в 1936—1937 годах — в Директорате тюрем.
В 1937—1938 годах — заместитель прокурора.
В 1938—1939 годах — заместитель судьи в городе Скьерн.
В 1939—1942 годах — секретарь в Директорате тюрем.
В 1940—1946 годах — секретарь министра юстиции.
В 1942—1946 годах — секретарь Генерального прокурора.
В 1945 году представитель Министерства юстиции.
В 1945—1946 годах — помощник государственного прокурора Зеландии.
В 1947—1948 годах — судья Высокого суда Восточной Дании, в 1948—1950 и 1953—1956 годах — Копенгагенского городского суда, с 1956 года — Высокого суда Восточной Дании.
30 октября 1950 года назначена министром юстиции в коалиционном правительстве под руководством премьер-министра Эрика Эриксена. Стала первой женщиной, занявшей этот пост. Правительство ушло в отставку 30 сентября 1953 года. В качестве министра юстиции Хельга Педерсен занималась, среди прочего, рядом сложных дел, связанных с судебным урегулированием после немецкой оккупации 1940—1945 годов. Она считала важным помочь людям, совершившим преступления, вернуться в общество, и выступала против смертной казни за сотрудничество с нацистской Германией в годы оккупации по специальному закону (Landsforræderloven) с обратной силой.
Хельга Педерсен яростно выступала за поправку о полном гендерном равенстве в порядке наследования датского престола в Конституции, принятой 5 июня 1953 года, и Законе о престолонаследии, принятом 27 марта 1953 года.
В 1953 году избрана депутатом фолькетинга от «Венстре». Была депутатом до назначения в Верховный суд в 1964 году.
В 1964 году назначена судьёй Верховного суда Дании. Стала второй женщиной в Дании, назначенной на этот пост.
С 1949 года — член Датской национальной комиссии ЮНЕСКО и её исполнительного комитета с 1955 года. Делегат на Генеральных конференциях ЮНЕСКО в Париже (1949), во Флоренции (1950), в Нью-Дели (1956) и в Париже (1960).
Делегат в Комиссии по положению женщин в 1950 году. Делегат на Генеральной Ассамблее ООН в 1958 и 1959 годах.
В 1971 году была назначена судьёй Европейского суда по правам человека (ЕСПЧ) в Страсбурге. Стала первой женщиной, занявшей этот пост. Занимала пост до своей смерти.
Умерла 27 января 1980 года.